# Гонзага-Невер
Гонзага-Невер — угасшая герцогская династия, боковая ветвь рода Гонзага, основанная во Франции принцем Лудовико Гонзагой и принцессой Генриеттой Клевской. Представители династии носили титулы герцогов Невера, герцогов Ретеля, герцогов Майена, герцогов д’Эгийона, герцогов Мантуи, герцогов Монферрато, князей Арша, маркизов де Виллар, графов Мэна.
В 1565 году во Франции был заключён брак между принцем Лудовико Гонзагой и принцессой Генриеттой Клевской. Людовико Гонзага был сыном Федерико II Гонзаги, герцога Мантуи и Маргариты Палеолог, маркизы Монферрато. Его бабушкой по линии матери была принцесса Анна Алансонская, завещавшая свои владения во Франции внучке Изабелле Гонзаге, которая, в свою очередь, уступила их младшему брату, Лудовико Гонзаге. Генриетта Клевская была наследной герцогиней Невера и герцогиней Ретеля. Эти титулы и владения она принесла в приданое мужу.
В 1580 году в Париже у пары родился сын Карл I Гонзага-Невер, унаследовавший титулы герцога Невера, герцога Ретеля и князя Арша. В 1627 году после смерти двоюродного брата последнего представителя главной ветви рода Гонзага Винченцо II Гонзаги унаследовал титул герцога Мантуи, из-за чего ему пришлось участвовать в войне за Мантуанское наследство. Чтобы упрочить свои позиции на престоле, он женил сына и наследника Карла II Гонзагу на Марии Гонзаге — герцогине Монферрато, дочери герцога Франческо IV Гонзаги.
В 1622 году Карл II Гонзага, после смерти Анри Лотарингского — брата его матери Катерины Лотарингской, унаследовал титулы герцога Майена и герцога д’Эгийона. Его сын Карл III Гонзага носил титулы герцога Невера, герцога Ретеля, герцога Майена, герцога д’Эгийона и под именем Карла II Гонзаги титулы герцога Мантуи и герцога Монферрато. Род угас со смертью в 1708 году Фердинанда Карла Гонзаги-Невера, последнего герцога Мантуи и Монферрато.

## Галерея
- Лудовико Гонзага
- Генриетта Клевская
- Карл I Гонзага-Невер
- Карл II Гонзага-Невер
- Карл III Гонзага-Невер
- Фердинанд Карл Гонзага-Невер